# Digah (Quba)
Digah è un comune dell'Azerbaigian situato nel distretto di Quba. Conta una popolazione di 1 760 abitanti.